# Llista d'asteroides/92001–92100
| Nom     | Designació provisional | Data de descobriment | Lloc de descobriment | Descobridor/s |
| ------- | ---------------------- | -------------------- | -------------------- | ------------- |
| 92001 - | 1999 VA145             | 13 de novembre, 1999 | Catalina             | CSS           |
| 92002 - | 1999 VX147             | 14 de novembre, 1999 | Socorro              | LINEAR        |
| 92003 - | 1999 VG149             | 14 de novembre, 1999 | Socorro              | LINEAR        |
| 92004 - | 1999 VG151             | 14 de novembre, 1999 | Socorro              | LINEAR        |
| 92005 - | 1999 VH155             | 14 de novembre, 1999 | Kitt Peak            | Spacewatch    |
| 92006 - | 1999 VR155             | 9 de novembre, 1999  | Socorro              | LINEAR        |
| 92007 - | 1999 VS155             | 9 de novembre, 1999  | Socorro              | LINEAR        |
| 92008 - | 1999 VP156             | 12 de novembre, 1999 | Socorro              | LINEAR        |
| 92009 - | 1999 VM157             | 14 de novembre, 1999 | Socorro              | LINEAR        |
| 92010 - | 1999 VB159             | 14 de novembre, 1999 | Socorro              | LINEAR        |
| 92011 - | 1999 VJ159             | 14 de novembre, 1999 | Socorro              | LINEAR        |
| 92012 - | 1999 VT159             | 14 de novembre, 1999 | Socorro              | LINEAR        |
| 92013 - | 1999 VV159             | 14 de novembre, 1999 | Socorro              | LINEAR        |
| 92014 - | 1999 VZ159             | 14 de novembre, 1999 | Socorro              | LINEAR        |
| 92015 - | 1999 VK160             | 14 de novembre, 1999 | Socorro              | LINEAR        |
| 92016 - | 1999 VR160             | 14 de novembre, 1999 | Socorro              | LINEAR        |
| 92017 - | 1999 VV160             | 14 de novembre, 1999 | Socorro              | LINEAR        |
| 92018 - | 1999 VW162             | 14 de novembre, 1999 | Socorro              | LINEAR        |
| 92019 - | 1999 VH163             | 14 de novembre, 1999 | Socorro              | LINEAR        |
| 92020 - | 1999 VE164             | 14 de novembre, 1999 | Socorro              | LINEAR        |
| 92021 - | 1999 VJ164             | 14 de novembre, 1999 | Socorro              | LINEAR        |
| 92022 - | 1999 VU165             | 14 de novembre, 1999 | Socorro              | LINEAR        |
| 92023 - | 1999 VM167             | 14 de novembre, 1999 | Socorro              | LINEAR        |
| 92024 - | 1999 VK169             | 14 de novembre, 1999 | Socorro              | LINEAR        |
| 92025 - | 1999 VY171             | 14 de novembre, 1999 | Socorro              | LINEAR        |
| 92026 - | 1999 VW176             | 5 de novembre, 1999  | Socorro              | LINEAR        |
| 92027 - | 1999 VH177             | 5 de novembre, 1999  | Socorro              | LINEAR        |
| 92028 - | 1999 VM177             | 5 de novembre, 1999  | Socorro              | LINEAR        |
| 92029 - | 1999 VV177             | 6 de novembre, 1999  | Socorro              | LINEAR        |
| 92030 - | 1999 VX177             | 6 de novembre, 1999  | Socorro              | LINEAR        |
| 92031 - | 1999 VB178             | 6 de novembre, 1999  | Socorro              | LINEAR        |
| 92032 - | 1999 VE178             | 6 de novembre, 1999  | Socorro              | LINEAR        |
| 92033 - | 1999 VG179             | 6 de novembre, 1999  | Socorro              | LINEAR        |
| 92034 - | 1999 VP179             | 6 de novembre, 1999  | Socorro              | LINEAR        |
| 92035 - | 1999 VD180             | 5 de novembre, 1999  | Socorro              | LINEAR        |
| 92036 - | 1999 VZ180             | 7 de novembre, 1999  | Socorro              | LINEAR        |
| 92037 - | 1999 VV185             | 15 de novembre, 1999 | Socorro              | LINEAR        |
| 92038 - | 1999 VK186             | 15 de novembre, 1999 | Socorro              | LINEAR        |
| 92039 - | 1999 VJ187             | 15 de novembre, 1999 | Socorro              | LINEAR        |
| 92040 - | 1999 VQ192             | 1 de novembre, 1999  | Anderson Mesa        | LONEOS        |
| 92041 - | 1999 VV194             | 2 de novembre, 1999  | Catalina             | CSS           |
| 92042 - | 1999 VB195             | 3 de novembre, 1999  | Catalina             | CSS           |
| 92043 - | 1999 VJ196             | 1 de novembre, 1999  | Catalina             | CSS           |
| 92044 - | 1999 VL196             | 1 de novembre, 1999  | Catalina             | CSS           |
| 92045 - | 1999 VO199             | 2 de novembre, 1999  | Catalina             | CSS           |
| 92046 - | 1999 VG200             | 5 de novembre, 1999  | Catalina             | CSS           |
| 92047 - | 1999 VR200             | 3 de novembre, 1999  | Socorro              | LINEAR        |
| 92048 - | 1999 VW202             | 6 de novembre, 1999  | Catalina             | CSS           |
| 92049 - | 1999 VN203             | 8 de novembre, 1999  | Anderson Mesa        | LONEOS        |
| 92050 - | 1999 VQ205             | 11 de novembre, 1999 | Catalina             | CSS           |
| 92051 - | 1999 VM206             | 9 de novembre, 1999  | Catalina             | CSS           |
| 92052 - | 1999 VU206             | 10 de novembre, 1999 | Socorro              | LINEAR        |
| 92053 - | 1999 VJ210             | 12 de novembre, 1999 | Anderson Mesa        | LONEOS        |
| 92054 - | 1999 VL210             | 12 de novembre, 1999 | Anderson Mesa        | LONEOS        |
| 92055 - | 1999 VJ213             | 12 de novembre, 1999 | Anderson Mesa        | LONEOS        |
| 92056 - | 1999 VM213             | 13 de novembre, 1999 | Anderson Mesa        | LONEOS        |
| 92057 - | 1999 VS215             | 3 de novembre, 1999  | Socorro              | LINEAR        |
| 92058 - | 1999 VW216             | 3 de novembre, 1999  | Catalina             | CSS           |
| 92059 - | 1999 VW223             | 5 de novembre, 1999  | Socorro              | LINEAR        |
| 92060 - | 1999 WY6               | 28 de novembre, 1999 | Višnjan Observatory  | K. Korlević   |
| 92061 - | 1999 WA8               | 29 de novembre, 1999 | Olathe               | L. Robinson   |
| 92062 - | 1999 WJ10              | 28 de novembre, 1999 | Kitt Peak            | Spacewatch    |
| 92063 - | 1999 WY10              | 29 de novembre, 1999 | Kitt Peak            | Spacewatch    |
| 92064 - | 1999 WA13              | 26 de novembre, 1999 | Ondřejov             | L. Šarounová  |
| 92065 - | 1999 WC13              | 28 de novembre, 1999 | Kitt Peak            | Spacewatch    |
| 92066 - | 1999 WA14              | 28 de novembre, 1999 | Kitt Peak            | Spacewatch    |
| 92067 - | 1999 WP14              | 28 de novembre, 1999 | Kitt Peak            | Spacewatch    |
| 92068 - | 1999 WT14              | 28 de novembre, 1999 | Kitt Peak            | Spacewatch    |
| 92069 - | 1999 WV15              | 29 de novembre, 1999 | Kitt Peak            | Spacewatch    |
| 92070 - | 1999 WC18              | 30 de novembre, 1999 | Kitt Peak            | Spacewatch    |
| 92071 - | 1999 WJ18              | 29 de novembre, 1999 | Višnjan Observatory  | K. Korlević   |
| 92072 - | 1999 WO20              | 16 de novembre, 1999 | Modra                | Modra         |
| 92073 - | 1999 XA3               | 4 de desembre, 1999  | Catalina             | CSS           |
| 92074 - | 1999 XR3               | 4 de desembre, 1999  | Catalina             | CSS           |
| 92075 - | 1999 XS4               | 4 de desembre, 1999  | Catalina             | CSS           |
| 92076 - | 1999 XZ6               | 4 de desembre, 1999  | Catalina             | CSS           |
| 92077 - | 1999 XB7               | 4 de desembre, 1999  | Catalina             | CSS           |
| 92078 - | 1999 XF10              | 5 de desembre, 1999  | Catalina             | CSS           |
| 92079 - | 1999 XN10              | 5 de desembre, 1999  | Catalina             | CSS           |
| 92080 - | 1999 XX13              | 5 de desembre, 1999  | Socorro              | LINEAR        |
| 92081 - | 1999 XV17              | 3 de desembre, 1999  | Socorro              | LINEAR        |
| 92082 - | 1999 XE18              | 3 de desembre, 1999  | Socorro              | LINEAR        |
| 92083 - | 1999 XD20              | 5 de desembre, 1999  | Socorro              | LINEAR        |
| 92084 - | 1999 XD21              | 5 de desembre, 1999  | Socorro              | LINEAR        |
| 92085 - | 1999 XH21              | 5 de desembre, 1999  | Socorro              | LINEAR        |
| 92086 - | 1999 XG23              | 6 de desembre, 1999  | Socorro              | LINEAR        |
| 92087 - | 1999 XL23              | 6 de desembre, 1999  | Socorro              | LINEAR        |
| 92088 - | 1999 XW23              | 6 de desembre, 1999  | Socorro              | LINEAR        |
| 92089 - | 1999 XJ24              | 6 de desembre, 1999  | Socorro              | LINEAR        |
| 92090 - | 1999 XZ26              | 6 de desembre, 1999  | Socorro              | LINEAR        |
| 92091 - | 1999 XL28              | 6 de desembre, 1999  | Socorro              | LINEAR        |
| 92092 - | 1999 XM28              | 6 de desembre, 1999  | Socorro              | LINEAR        |
| 92093 - | 1999 XD29              | 6 de desembre, 1999  | Socorro              | LINEAR        |
| 92094 - | 1999 XN29              | 6 de desembre, 1999  | Socorro              | LINEAR        |
| 92095 - | 1999 XP30              | 6 de desembre, 1999  | Socorro              | LINEAR        |
| 92096 - | 1999 XJ33              | 6 de desembre, 1999  | Socorro              | LINEAR        |
| 92097 - | 1999 XX37              | 3 de desembre, 1999  | Kuma Kogen           | A. Nakamura   |
| 92098 - | 1999 XS40              | 7 de desembre, 1999  | Socorro              | LINEAR        |
| 92099 - | 1999 XJ41              | 7 de desembre, 1999  | Socorro              | LINEAR        |
| 92100 - | 1999 XR43              | 7 de desembre, 1999  | Socorro              | LINEAR        |